# Kemijärvi
Kemijärvi város Lappföld közepén, észak-Finnországban.